# قهرمانی وزنه‌برداری جهان ۲۰۲۷
قهرمانی وزنه‌برداری جهان ۲۰۲۷ نود و دومین (مردان) و سی و پنجمین (زنان) دوره از رقابت‌های قهرمانی جهان می‌باشد که  در ایروان، ارمنستان برگزار خواهد شد. 